# Mert Erdoğan
Pour les articles homonymes, voir Erdoğan.
 (août 2014).
Mert Erdoğan est un footballeur turc né le 1er mars 1989 à Ankara. Il évolue actuellement à Ankaragücü au poste de milieu de terrain.

## Carrière
- Depuis 2004 :  Ankaragücü